# Борське сільське поселення (Бокситогорський район)
Борське сільське поселення — муніципальне утворення у складі Бокситогорського району Ленінградської області. Адміністративний центр — присілок Бор. На території поселення знаходяться 32 населені пункти.

## Склад
В склад поселення входять такі населені пункти — 31 присілок, 1 селище:
| Населений пункт | Тип нп   | Населення, осіб (2012) |
| --------------- | -------- | ---------------------- |
| Бор             | присілок | 1 703                  |
| Болото          | присілок | 9                      |
| Великий Острів  | присілок | 68                     |
| Боровате        | присілок | 0                      |
| Бочево          | присілок | 6                      |
| Гостихіно       | присілок | 0                      |
| Дмитрово        | присілок | 8                      |
| Дорогощі        | присілок | 5                      |
| Дорохова        | присілок | 8                      |
| Жилоток         | присілок | 23                     |
| Запілля         | присілок | 12                     |
| Золотово        | присілок | 14                     |
| Зубакіно        | присілок | 6                      |
| Колбеки         | присілок | 93                     |
| Лар'ян          | присілок | 116                    |
| Макимова Гора   | присілок | 4                      |
| Межурєчьє       | присілок | 8                      |
| Мозолево-1      | присілок | 512                    |
| Мозолево-2      | присілок | 32                     |
| Мошня           | присілок | 8                      |
| Носово          | присілок | 10                     |
| Овінець         | присілок | 9                      |
| Паньково        | присілок | 0                      |
| Пареєво         | присілок | 12                     |
| Половне         | присілок | 24                     |
| Пуста Глина     | присілок | 15                     |
| Рудна Горка     | присілок | 31                     |
| Савино          | присілок | 11                     |
| Селище          | присілок | 95                     |
| Селище          | присілок | 4                      |
| Сєльхозтехніка  | селище   | 509                    |
| Славково        | присілок | 17                     |